# Sucessor cardinal
Na teoria de números cardinais, podemos definir uma operação de sucessor semelhante à dos números ordinais. Isto coincide com a operação de sucessor ordinal para cardinais finitos, mas no caso de infinitos divergem porque cada ordinal infinito e seu sucessor tem a mesma cardinalidade (uma bijeção pode ser configurado entre os dois simplesmente enviando o último elemento do sucessor a 0, 0 a 1, etc, e fixa ω e todos os elementos acima, no estilo da infinitude do hotel de Hilbert). Usando a  atribuição cardinal de von Neumann e o axioma da escolha, esta operação de sucessor é fácil de definir: para um número cardinal κ temos:
{\displaystyle \kappa ^{+}=|\inf\{\lambda \in ON\ |\ \kappa <|\lambda |\}|} ,
onde ON é a classe dos ordinais. Isto é, o cardinal sucessor é a cardinalidade do menor ordinal no qual um conjunto da cardinalidade dada pode ser mapeado um-para-um, mas que não pode ser mapeado um-para-um de volta para o conjunto.